# Brachyramphus
Brachyramphus is een geslacht van vogels uit de familie alken (Alcidae). Het geslacht telt drie soorten.

## Soorten
- Brachyramphus brevirostris – Kittlitz' alk
- Brachyramphus marmoratus – Marmeralk
- Brachyramphus perdix – Aziatische marmeralk